# Lena Politeo
Lena Politeo (Banja Luka, 13. kolovoza 1930. – Zagreb, 2. kolovoza 2014.) bila je hrvatska kazališna, televizijska i filmska glumica.

## Filmografija

### Televizijske uloge
- "Zora dubrovačka" kao nona Cvijeta (2013.)
- "Larin izbor" kao Krisova baka (2011.)
- "Najbolje godine" kao Katarina "Kata" Dizdar (2010. – 2011.)
- "Stipe u gostima" kao Lukrecija (2009.)
- "Mamutica" kao Ivka Šibl (2008. – 2010.)
- "Odmori se, zaslužio si" kao Rahela (2008.)
- "Operacija Kajman" kao bakica (2007.)
- "Bibin svijet" kao susjeda (2007.)
- "Bitange i princeze" kao Sašina tetka (2007.)
- "Putovanje u Vučjak" (1986.)
- "Nepokoreni grad" (1982.)
- "Jelenko" (1981.)
- "Prizori iz obiteljskog života" (1979.)
- "Punom parom" kao referentica SIZ-a kulture (1978., 1980.)
- "Prosjaci i sinovi" (1972.)

### Filmske uloge
- "Hitac" kao Svjedokinja (2013.)
- "Duh babe Ilonke" kao Marjetica (2011.)
- "U zemlji čudesa" kao baka (2009.)
- "Ponedjeljak" kao baba (2006.)
- "Duga mračna noć" (2004.)
- "Tu" kao umirovljenica (2003.)
- "Kap" (1997.)
- "Zlatne godine" kao tajnica (1992.)
- "Krhotine – Kronika jednog nestajanja" (1991.)
- "Krvopijci" kao sekretarica (1989.)
- "Oficir s ružom" kao službenica (1987.)
- "Čudesna šuma" kao Vatroslav (glas) (1986.)
- "Horvatov izbor" (1985.)
- "Prestrojavanje" (1983.)
- "Visoki napon" (1981.)
- "Lov na jelene" (1972.)
- "Tko pjeva zlo ne misli" (1970.)
- "Ljubav i poneka psovka" (1969.)
- "Događaj" (1969.)
- "Tri sata za ljubav" (1968.)
- "Kratak susret" (1968.)
- "Jedan i tri" (1965.)

### Sinkronizacija
- "Lorax: Zaštitnik šume" kao Baka Norma (2012.)
- "Gnomeo i Julija" kao gđa. Modrić (2011.)
- "Koralina i tajna ogledala” kao Neželjkova baka (2009.)
- "101 dalmatinac" kao Neni (2008.)
- "Trnoružica" kao Flora (2008.)
- "Dama i Skitnica" kao Teta Sara (2006.)
- "Tko je smjestio Crvenkapici" kao baka Prutić (2006.)
- "Pepeljuga" kao Dobra Vila (2005.)
- "Spužva Bob Skockani" kao Gđa. Pufnić (Project 6 sink)
- "Sport Billy" kao Vanda[2]
- "Pixie i Dixie" kao mišić Pixie[2]
- razne ptičice, vile i sl.[2]

## Vanjske poveznice
- Lena Politeo u internetskoj bazi filmova IMDb-u (engl.)
- Stranica na poznateface.blog.hr
- Lena Politeo Discography at Discogs (engl.)